# Conseil national sahraoui
Tifariti
Le Conseil national sahraoui (CNS, ou encore Conseil national) est la législature du gouvernement en exil de la République arabe sahraouie démocratique. Sa structure et ses compétences sont issues de la Constitution de la République arabe sahraouie démocratique. Son porte-parole est, en 2020, Hamma Salama.
Le Conseil fut créé, à l'origine, par les membres du Front Polisario et les Sahraouis notables en novembre 1975 en tant que Conseil national provisoire après la proclamation de Gueltat Zemmour. Le 27 février 1976, le chef du Polisario El-Ouali Moustapha Sayed annonça que le Conseil avait proclamé la République arabe sahraouie démocratique dont il devint le premier Parlement. Lors du IIIe Congrès général populaire du Polisario (26–30 août 1976), un nouveau Conseil fut établi et nommé Conseil national sahraoui.

## Composition
Il compte 53 sièges, élu au Congrès général populaire par des délégués des camps de réfugiés de Tindouf en Algérie, ainsi que par des représentants du Front Polisario et les organisations populaires (UJSARIO, UNMS et UGTSARIO). Lors des dernières élections, 35 % des parlementaires étaient des femmes. Il se réunit généralement dans la zone libre du Sahara occidental, et, occasionnellement, à Tindouf.

## Présidents
Liste des présidents du Conseil national sahraoui :
- M'Hamed Zeyou
- Ahmed Baba Ahmed Miské
- Khalil Yahdih
- Mahmoud Ahmed Sidahmed
- El Kenti Jauda
- Baba Ahmed Hamoudi
- Ahmed Mohamed Lamin
- Mohamed Rahal
- Abdelkader Taleb Oumar
- Salem Lebsir
- Mahfoud Ali Beiba
- Khatri Addouh
- Hamma Salama

## Réformes
Parmi les réformes adoptées par le CNS se trouve l'abolition de la peine de mort[réf. nécessaire].

### Sources
- (en) Cet article est partiellement ou en totalité issu de l’article de Wikipédia en anglais intitulé « Sahrawi National Council » (voir la liste des auteurs).